# Dindica taiwana
Dindica taiwana là một loài bướm đêm trong họ Geometridae.